# 페락 FC

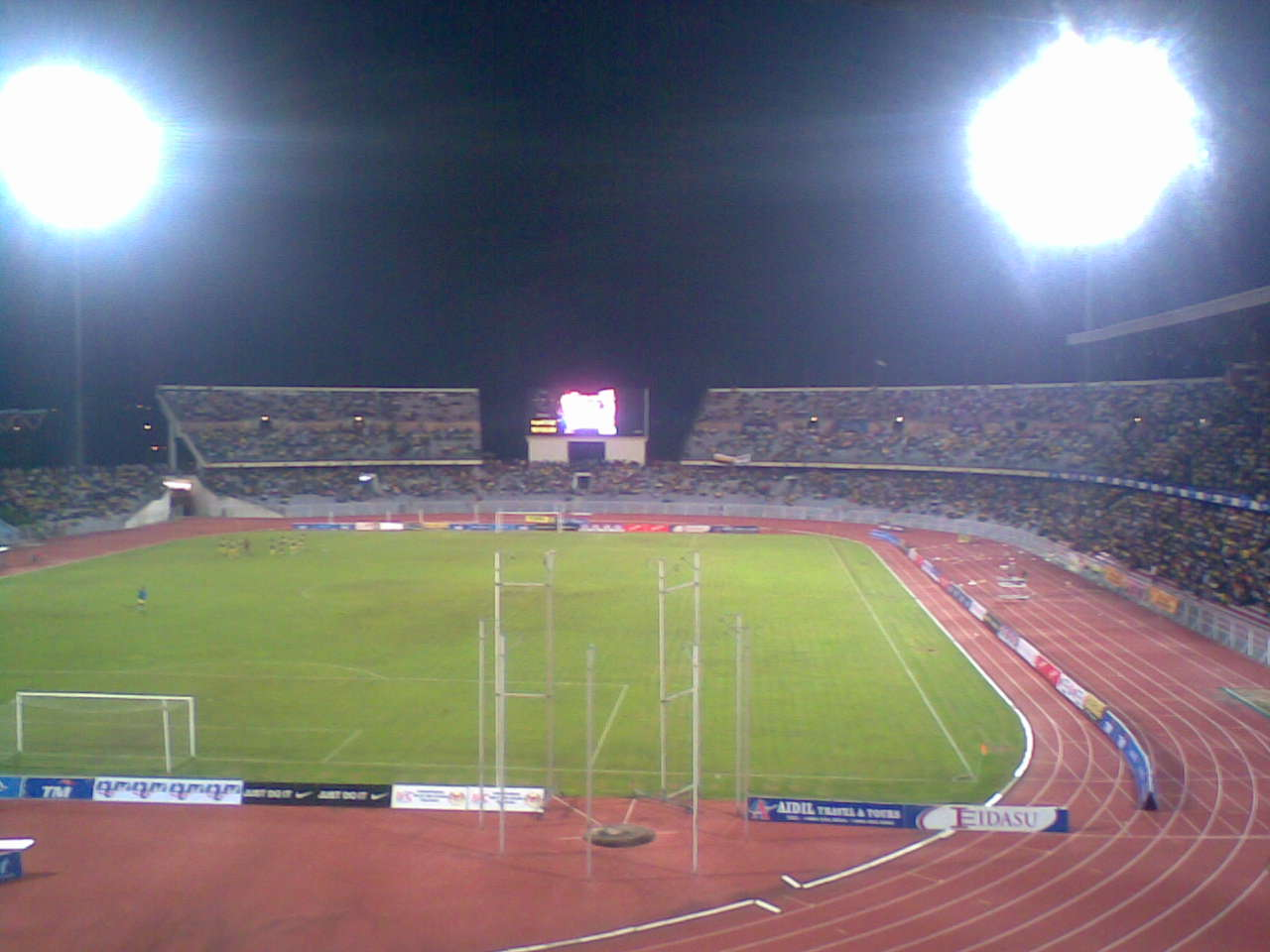

페락 FA(말레이어: Persatuan Bola Sepak Negeri Perak)는 말레이시아의 페락주를 연고지로 하는 축구 클럽이다. 1921에 창설된 클럽을 모태로 하며 1951년 페락 주 축구협회에 소속된 현재의 상태와 같은 축구단이 되었다. 이포에 위치한 페락 스타디움을 홈 구장으로 사용하고 있다. 1989년 말레이시아에 프로 리그가 창설된 이후 한 번도 2부 리그로 강등된 적이 없는 유일한 클럽이다.

## 역대 감독
| 감독         | 임기   |
| ------------ | ------ |
| 장정         | 2012   |
| 유스리 체 라 | 2022   |
| 유스리 체 라 | 2023 ~ |